# Треблинка
Требли́нка (нем. Treblinka) — комплекс из двух концентрационных лагерей, организованных Германией во время Второй мировой войны: Треблинка-1 (так называемый «трудовой лагерь») и Треблинка-2 (лагерь смерти). Лагеря были организованы нацистами на территории Генерал-губернаторства (оккупированной Польши), недалеко от деревни Треблинка (воеводство Мазовецкое), расположенной в 80 км к северо-востоку от Варшавы. Лагерь смерти Треблинка-2 существовал с 22 июля 1942 г. по октябрь 1943 г. По разным оценкам, всего в лагере было убито от 750 до 810 тыс. чел. (большее число жертв было только в расположенном недалеко от польского города Освенцим лагере Аушвиц 2, самом известном теперь лагере смерти). Подавляющее большинство жертв (99,5 %) были евреями из Польши, около 2 тысяч — цыгане.

## История лагеря
Приказ о постройке лагеря уничтожения Треблинка был отдан рейхсфюрером СС Генрихом Гиммлером главе СС Варшавского района Арпаду Виганду 17 апреля 1942 г. Строительство лагеря началось в конце мая 1942 г.
Территория лагеря составляла 24 га, она была окружена двойной оградой высотой 3 м, а также рвом глубиной 3 м. Первые 3 газовые камеры площадью 48 м² были построены по такому же принципу, как и в лагере смерти Собибор. 22 июля 1942 г. началось выселение евреев из Варшавского гетто и восточных районов Варшавского района в лагерь Треблинка-I.
В августе-октябре 1942 г. были построены десять дополнительных газовых камер общей площадью 320 м².
Персонал лагеря состоял из 30 членов СС и около 100 вахманов — немцев, украинцев, литовцев, болгар, поляков, русских жителей азиатских советских республик. В основном охрана состояла из пленных бывших военнослужащих Красной Армии.[уточнить]
В настоящее время польские историки создают список ответственных за убийства в Треблинке. Выживший в Треблинке Самуэль Вилленберг говорил в своем интервью, что охрана состояла из «эсэсовцев» (СС) и в основном украинцев, причём немцы «держались отдельно от украинцев и тоже за ними следили. Их нельзя было оставлять без контроля, чтобы они не украли в лагере ничего ценного и не налаживали контакты с заключёнными».
От жертв до последнего момента скрывали, что их ожидает смерть. Это позволяло в большинстве случаев предотвращать акты сопротивления. Многие евреи из Западной и Центральной Европы прибывали в лагерь на обычных пассажирских поездах (по купленным ими билетам), рассчитывая, что их везут на новое место жительства. Евреев из Восточной Европы привозили в забитых товарных вагонах, под охраной, не давая воды и пищи.
Процесс уничтожения заключённых происходил примерно по одному сценарию. Камеры, замаскированные под душевые, наполняли людьми и затем подавали выхлопные газы от двигателя тяжёлого танка (другим способом было выкачивание воздуха из камер). Смерть наступала от удушья в течение получаса. Тела убитых сначала закапывали в больших коллективных могилах, но весной 1943 г., после посещения лагеря Гиммлером, в лагере были установлены кремационные печи. Гиммлер приказал все тела убитых выкопать и сжечь, а вновь убиваемых — сжигать, а не закапывать.
2 августа 1943 г. в Треблинке-2 теми узниками, жизнь которых временно сохранялась для обеспечения функционирования лагеря, было поднято тщательно спланированное восстание, в результате которого часть из них сумела бежать, а 54 смогли дать свидетельские показания после перехода территории под контроль антигитлеровской коалиции. Но многие узники были пойманы и убиты. Сам лагерь, как и планировалось нацистами, был ликвидирован, остатки сооружений разобраны, территория засеяна люпином. Среди немногих выживших участников восстания были Самуэль Вилленберг, после войны написавший книгу «Восстание в Треблинке» (умерший 20 февраля 2016 г. в Израиле) и Рихард Глацар, оставивший воспоминания «Ад за зелёной изгородью».

## После войны
В поисках золота и драгоценностей польские крестьяне выкапывали останки евреев из братских могил рядом с Треблинкой. Историк Ян Гросс утверждает, что «мародёрство в годы Второй мировой войны носило в Польше массовый характер».
В. С. Гроссман в своей книге «Треблинский ад» делает вывод о причинах, побудивших Гиммлера лично посетить Треблинку и отдать приказ о кремации тел, несмотря на сложность этой процедуры: «Причина была лишь одна — сталинградская победа Красной Армии. Видно, ужасна была сила русского удара на Волге, если спустя несколько дней в Берлине впервые задумались об ответственности, о возмездии, о расплате, если сам Гиммлер прилетел самолётом в Треблинку и приказал срочно заметать следы преступлений, совершаемых в шестидесяти километрах от Варшавы. Такое эхо вызвал могучий удар русских, нанесённый немцам на Волге.»

## Коменданты лагеря
- июль-август 1942 г. — Ирмфрид Эберль, психиатр, совершил самоубийство в тюрьме;
- сентябрь 1942 г. — август 1943 года — Франц Штангль, приговорён к пожизненному заключению, умер в тюрьме;
- август-ноябрь 1943 г. — Курт Франц, приговорён к пожизненному заключению, умер после освобождения по состоянию здоровья.

## Известные жертвы
В книге «Треблинка. Исследования. Воспоминания. Документы» перечисляются ряд известных людей, убитых в Треблинке — педагог Януш Корчак, его сотрудница Стефания Вильчинская и его воспитанники, сёстры психоаналитика Зигмунда Фрейда, музыкант Шимон Пулльман, дочь изобретателя эсперанто Лазаря Заменгофа Софья, подруга молодого Чехова Евдокия Эфрос, публицист и член сопротивления Мотя Добин, польско-еврейская поэтесса Францишка Арнштайнова, еврейский религиозный философ Гилель Цейтлин, поэт и издатель Арон Любошицкий.

## Процессы над военными преступниками
В 1951 году франкфуртский суд приговорил к пожизненному заключению Йозефа Хиртрайтера. В связи с болезнью он был выпущен в 1977 г. и скончался 27 ноября 1978 г. во Франкфурте-на-Майне.
С 12 октября 1964 г. по 3 сентября 1965 г. в Дюссельдорфе проходил суд над сотрудниками лагеря. Комендант лагеря Курт Франц и трое других подсудимых получили пожизненный срок. 5 подсудимых получили сроки от 3 до 12 лет. Один подсудимый умер во время процесса, другой был оправдан.

## Память и отрицание геноцида

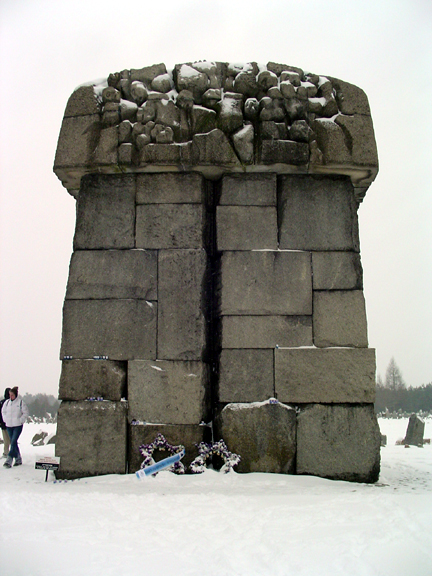
Мемориал в Треблинке. Автор скульптор Францишек Душенько

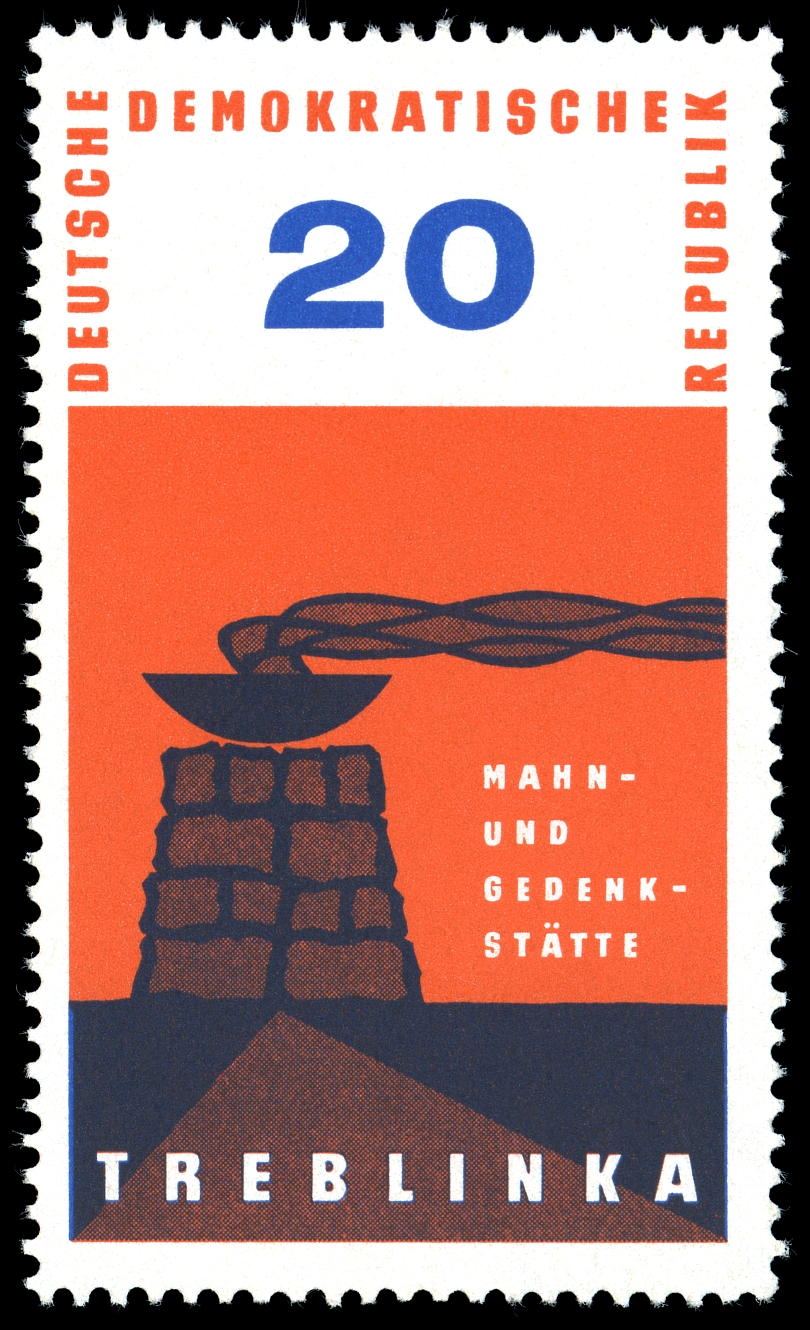
Мемориал в Треблинке на почтовой марке ГДР. 1963

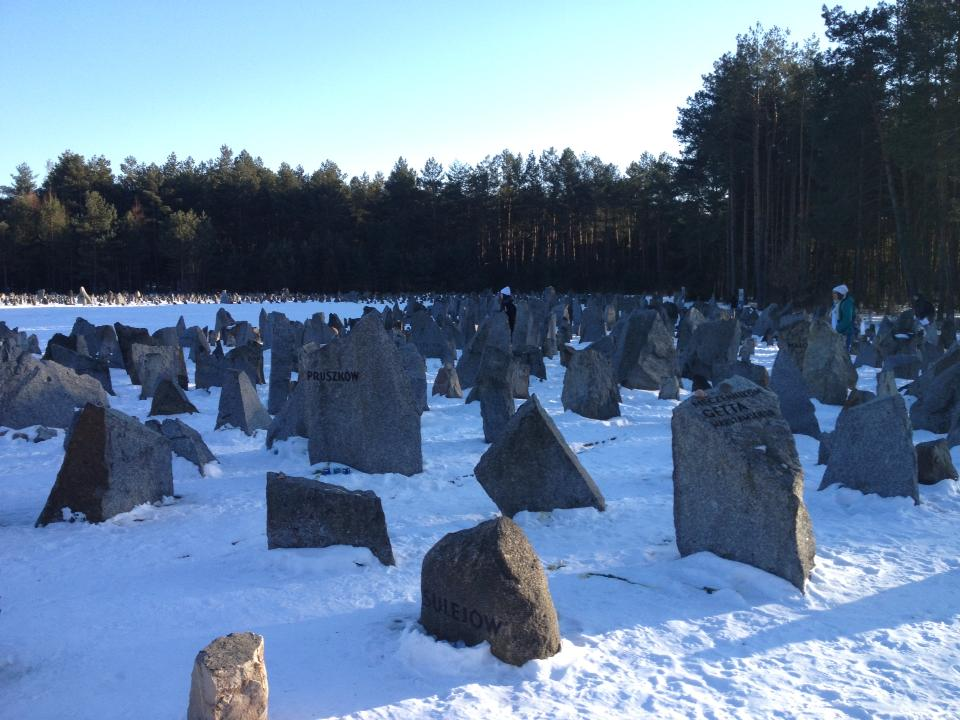
Камни памяти

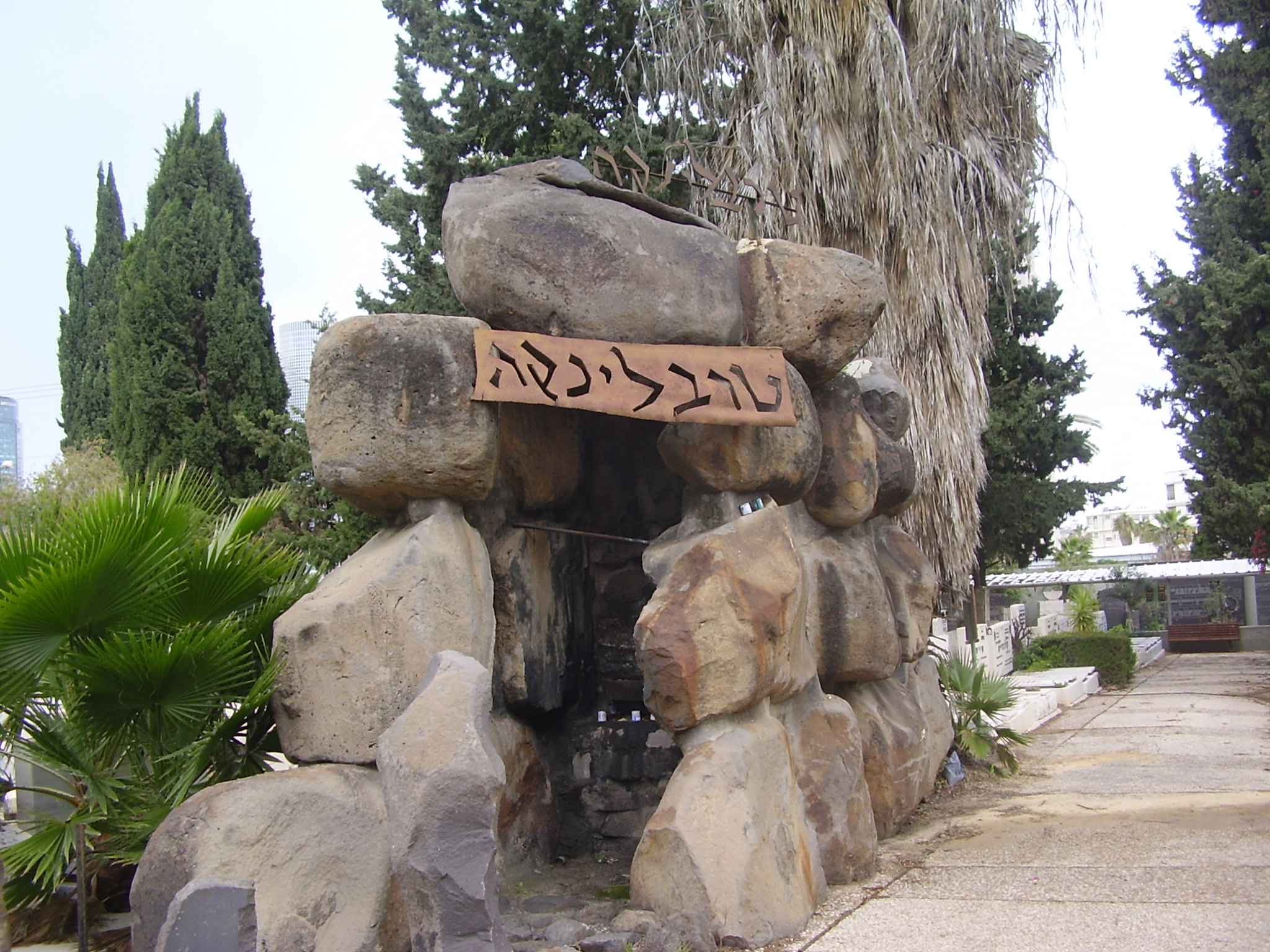
Мемориал Треблинке на кладбище Нахалат Ицхак в Тель-Авиве

На месте лагеря Треблинка-2 сооружён памятник-мавзолей и символическое кладбище.
В Тель-Авиве на кладбище Нахалат Ицхак сооружён мемориал жертвам лагеря смерти Треблинка.
Сергей Романов в статье «Треблинка и отрицание Холокоста» писал, что ревизионисты в XXI веке стали уделять активное внимание теме Треблинки и ко второму десятилетию она вышла на второе место после Освенцима по вниманию
со стороны отрицателей Холокоста. Кроме обычного аргумента отрицателей о сложности сожжения трупов Карло Маттоньо, Юрген Граф и Томас Кюес (Кьюз) утверждали, что евреи депортированные и убитые в Треблинке, якобы были отправлены на Восток, попали в руки Сталина и погибли в ГУЛАГе. На самом деле даже после открытия советских архивов никаких данных о массовых депортациях западных евреев в советские лагеря во время войны не обнаружено, не найден ни один лагерь, где они содержались, не известно ни одного имени человека, который бы прибыл из Треблинки в СССР и был депортирован.

## Треблинка в культуре и искусстве
- В 1966 г. Вадимом Сидуром была создана скульптура «Треблинка» из тонированного алюминия. Она была создана под впечатлением от очерка В. С. Гроссмана «Треблинский ад». В 1979 г. скульптура была установлена в Западном Берлине на Амтсгерихтсплац в Шарлоттенбурге.
- В документальном фильме Клода Ланцмана «Шоа» одна из тем интервью посвящена лагерю Треблинка.
- «Treblinka» — такое название носила образованная в 1988 г. в Швеции музыкальная дэт-метал-группа. В 1989 г. группа сменила название на Tiamat.
- Поэма Александра Галича «Кадиш» посвящена «памяти великого польского писателя, врача и педагога Хенрика Гольдшмидта (Януша Корчака), казнённого вместе со своими воспитанниками из школы-интерната „Дом сирот“ в Варшаве в лагере уничтожения Треблинка».
- Также название «Treblinka» носит одна из композиций грайндкор-группы «Pig Destroyer», вышедшая в 1997 г. на сплит-альбоме с группой «Orchid», а затем на сборнике 2000 г. «38 Counts of Battery».
- Вадим Коростылёв написал пьесу «Варшавский набат», в основу которой легла история Януша Корчака и его воспитанников, убитых в Треблинке.
- Александр Городницкий, песня «Треблинка»
- В книге «Ад за зелёной изгородью: Записки выжившего в Треблинке» Рихарда Глацара дается подробное описание жизни в Треблинке вплоть до восстания 1943 г.
- Василий Гроссман написал рассказ «Треблинский ад», в котором описывается история Треблинки[16].
- В трилогии Гильермо Дель Торро «Штамм», по которой снят одноимённый телесериал, еврей армянского происхождения Авраам Сетракян совершает побег из лагеря Треблинка.
- В дебютном альбоме панк-группы «Панк-фракция Красных Бригад» есть песня «Треблинка», посвященная истории лагеря смерти.
- В песне «Alive with the glory of love» группы Say anything упоминается лагерь Треблинка.
- «Чёрная книга» В. Гроссмана и И. Эренбурга.
- В фильме «Песня имён».
- У музыкальной группы KGB есть песня «Treblinka».
- Алекс Кимен написал рассказ «Проект „Ч“. Суета сует».